# Trialeurodes packardi
Trialeurodes packardi là một loài côn trùng cánh nửa trong họ Aleyrodidae, phân họ Aleyrodinae.
Trialeurodes packardi được Morrill miêu tả khoa học đầu tiên năm 1903.